# Zara Schmelen
Zara Schmelen, geborene Hendriks-ǁXeigasKlicklaut (* wohl 1793 oder um 1795 möglicherweise in Steinkopf, Kapkolonie; † 2. April 1831 in Tulbagh), war eine Missionarin unter den Nama im Gebiet des späteren Namibia. Sie verschriftlichte zusammen mit ihrem Mann Heinrich Schmelen das Nama (Khoekhoegowab) und übersetzte als Erste die Evangelien in diese Sprache. Dafür erfand sie Schriftzeichen für Klicklaute.

## Leben
Zara Hendriks wurde in der Kapkolonie geboren. Über ihre Herkunft ist nur bekannt, dass sie zu der Bevölkerungsgruppe der Orlam gehörte und ihre Mutter in Steinkopf lebte. Ihre Muttersprache war Nama. Als junge Frau kam sie mit Missionaren der London Missionary Society in Kontakt, wo sie nicht nur als eine der ersten Nama den christlichen Glauben annahm, sondern auch Lesen, Schreiben und Englisch lernte. Kurz nach ihrer Taufe im Februar 1814 begleitete sie den aus Deutschland stammenden Missionar Heinrich Schmelen auf eine Reise durch das Namaqualand. Im selben Jahr heirateten sie, wobei der Ehemann die Trauung selbst durchführte. Da die Missionsgesellschaft Ehen zwischen weißen Missionaren und einheimischen Frauen zunächst ablehnte, verheimlichte Schmelen seine Eheschließung bis 1817. Gegenüber der Missionsgesellschaft verteidigte er seine Ehe mit Zaras „ausgezeichnetem Ruf unter dem Volk“ und dem Nutzen, den ihre Sprachkenntnisse der Mission brachten. 1818 hob die Missionsgesellschaft die Suspendierung der mit Einheimischen verheirateten Missionare auf. Aus der Ehe stammten vier Kinder, Anna (* 1815), Hanna (1817–1884), Frederika (* 1819) und Nikolas (1821–1838).
Zusammen mit einer Gruppe Orlam zogen sie 1815 gen Norden, wo Heinrich Schmelen die Missionsstation Bethanien gründete und das sogenannte Schmelenhaus baute, das die Familie bewohnte, während der Vater immer wieder Reisen durch das Land unternahm. Dort gerieten sie in Auseinandersetzungen zwischen den Orlam und den Herero. Außerdem wurden die Missionare für eine Trockenheit verantwortlich gemacht. Ihre Tochter Hanna berichtete in ihren Erinnerungen von Überfällen. Die Kinder wurden deshalb nach Kapstadt gebracht, wo sie die Schule besuchten. Auch die Eltern verließen 1822 den Ort, weil sie sich dort nicht mehr sicher fühlten, und kehrten in die Kapkolonie zurück.
Nach der Flucht aus Bethanien lebte die Familie zunächst in Kamiesberg. Dort begann Zara 1823 mit der Verschriftlichung der Nama-Sprache und der Übersetzung der Evangelien. Dafür entwickelte sie Schriftzeichen für die unterschiedlichen Klicklaute. Nach mehreren vergeblichen Versuchen, in Bethanien wieder Fuß zu fassen, gründeten sie und ihr Mann 1829 die Missionsstation Komaggas in der heutigen südafrikanischen Provinz Nordkap und holten ihre Kinder wieder zu sich. Nachdem 1830 auch Lettern für die Klicklaut-Zeichen hergestellt worden waren, reiste die Familie nach Kapstadt, um die Übersetzungen in den Druck zu bringen. Zara Schmelen, die bereits schwerkrank war, konnte noch die Druckfahnen korrigieren. Sie starb auf der Rückreise nach Komaggas an Tuberkulose.
Obwohl ihr Mann alle gemeinsam verfassten Schriften (außer den Evangelien eine Grammatik, ein Wörterbuch, einen Katechismus und Schulbücher) nach ihrem Tod allein unter seinem Namen veröffentlichte, gab er doch zu, dass ihm für dieses Werk die sprachlichen Voraussetzungen gefehlt hätten. Während Zara nämlich fließend Englisch sprach, beherrschte er trotz ihres Unterrichts zeitlebens Khoekhoegowab nur ungenügend. Zara Schmelens Arbeit bildete die Grundlage der Geschichte der Klicklautschreibung. Die Klicklautbuchstaben wurde von Johann Georg Krönlein, Karl Richard Lepsius und Wilhelm Bleek weiter entwickelt. Die Verschriftlichung des Khoekhoegowab setzte ihre Tochter Hanna fort.

## Nachfahren
Zaras einziger Sohn starb 1838 als 17-Jähriger. Ihre drei Töchter unterstützten den Vater und die Stiefmutter Elisabeth Bam (1804–1848) bei der Arbeit. Sie waren alle mehrsprachig aufgewachsen, sprachen neben Nama auch Kapholländisch und Englisch und unterrichteten an der Schule in Nama und Englisch. Alle drei heirateten Missionare. Frederika heiratete Christian Bam, einen Bruder ihrer Stiefmutter. Hanna setzte als Ehefrau von Franz Heinrich Kleinschmidt von der Rheinischen Missionsgesellschaft, der 1840 zur Unterstützung ihres Vaters gekommen war, die Arbeit ihrer Mutter an der Kodifizierung des Khoekhoegowab fort und erstellte die erste Liturgie, so dass die Nama ihre Gottesdienste in ihrer Muttersprache feiern konnten. Dank ihres Unterrichts beherrschte Kleinschmidt die Sprache gut genug, um ohne Dolmetscher zu predigen und Seelsorgegespräche zu führen. Hanna Kleinschmidt war nicht gerne als Dolmetscherin tätig, weil sie als Frau und Coloured von den Khoikhoi nicht akzeptiert wurde. Stattdessen wirkte sie selbständig als Seelsorgerin und Katechetin für die Frauen. Dafür lernte sie auch die Sprache der Herero. Dank ihrer Arbeit wurde das Khoekhoegowab zur Schulsprache in Namaqualand.
Die Nachfahren von Zara und Heinrich Schmelens Töchtern in Deutsch-Südwestafrika wurden 1908 als „Eingeborene“ klassifiziert und verloren damit ihre deutsche Staatsangehörigkeit. Davon war auch der finnische Missionar Martti Rautanen betroffen, der mit Frieda Kleinschmidt, einer Enkelin von Zara Schmelen, verheiratet war. In Deutschland lebende Nachfahren von Zara Schmelen verheimlichten während der Nazizeit ihre Urgroßmutter, als sie einen Ariernachweis erbringen mussten.